# Howard Davies (attore)
Howard Davies, nato Howard O. Davies (Liverpool, 18 maggio 1879 – Los Angeles, 30 dicembre 1947), è stato un attore inglese che lavorò negli Stati Uniti.
La sua carriera americana iniziò nel 1911, in un western prodotto dalla Bison Motion Pictures. Era nato in Inghilterra, a Liverpool, nel 1879. Grosso e corpulento, alto 1,79, Davies si specializzò in ruoli da caratterista, molte volte in pellicole di genere western. Nel corso della sua lunga carriera, che finì a metà degli anni quaranta, girò 86 film.
Howard Davies era conosciuto anche con il nome Howard Davis, Mr. Davies e Mr. Davis. Morì il 30 dicembre 1947 a Los Angeles all'età di 68 anni.

## Filmografia
- The Broncho Buster's Rival (1911)
- War on the Plains, regia di Thomas H. Ince (1912)
- Fatty of E-Z Ranch (1912)
- Uncle Bill, regia di Milton J. Fahrney (1912)
- The Boomerang (1912)
- Fatty's Big Mix-Up (1912)
- In the Long Run, regia di Jack Conway (1912)
- Fatty and the Bandits (1913)
- How Fatty Got Even (1913)
- The Lady Killer (1913)
- Playmates (1913)
- The Bravest Man
- L'article 47
- The House in the Tree
- The Hendrick's Divorce
- The Padre's Sacrifice, regia di William H. Brown (1913)
- The God of Tomorrow
- A Man's Awakening
- The Prisoner of the Mountains
- Helen's Stratagem
- Educating His Daughters
- A Sorority Initiation
- Jake's Hoodoo
- What the Crystal Told
- The Power of the Mind
- A Riot in Rubeville (1914)
- A Turn of the Cards (1914)
- The Stronger Hand (1914)
- They Who Dig Pits
- His Punishment
- The Last Egyptian
- The Spanish Jade, regia di Wilfred Lucas (1915)
- The Rug Maker's Daughter, regia di Oscar Apfel (1915)
- Kilmeny, regia di Oscar Apfel (1915)
- The Yankee Girl, regia di J.J. Clark (Jack J. Clark) (1915)
- The Gentleman from Indiana, regia di Frank Lloyd (1915)
- Jane, regia di Frank Lloyd (1915)
- The Reform Candidate, regia di Frank Lloyd (1915)
- The Light in a Woman's Eyes, regia di Harry Harvey (1915)
- The Call of the Cumberlands, regia di Frank Lloyd (1916)
- Madame la Presidente, regia di Frank Lloyd (1916)
- He Fell in Love with His Wife, regia di William Desmond Taylor (1916)
- The Code of Marcia Gray
- The Heart of Paula, regia di Julia Crawford Ivers e William Desmond Taylor (1916)
- The Making of Maddalena, regia di Frank Lloyd (1916)
- The American Beauty, regia di William Desmond Taylor (1916)
- Davy Crockett, regia di William Desmond Taylor (1916)
- The Parson of Panamint, regia di William Desmond Taylor (1916)
- The Intrigue, regia di Frank Lloyd (1916)
- Her Own People, regia di Scott Sidney (1917)
- Sapho, regia di Hugh Ford (1917)
- The Hidden Children, regia di Oscar C. Apfel  (1917)
- La bugia muta (The Silent Lie), regia di R.A. Walsh (Raoul Walsh) (1917)
- The Argument
- Hearts or Diamonds?
- Boston Blackie's Little Pal, regia di E. Mason Hopper (1918)
- His Birthright
- The Spreading Evil
- Ravished Armenia
- It's a Bear, regia di Lawrence C. Windom (1919)
- A White Man's Chance
- A Sporting Chance, regia di George Melford (1919)
- One Hour Before Dawn, regia di Henry King (1920)
- Wanted at Headquarters
- Dice of Destiny
- The Sin Flood, regia di Frank Lloyd (1922)
- Infatuation, regia di Irving Cummings (1925)
- L'ambidestro
- The Return of the Riddle Rider
- The Phantom Buster
- L'uomo che ride (The Man Who Laughs), regia di Paul Leni (1928)
- The Avenging Shadow, regia di Ray Taylor (1928)
- La donna contesa (The Woman Disputed), regia di Henry King e Sam Taylor (1928)
- A Romeo of the Range
- The White Outlaw
- Cavalcata (Cavalcade), regia di Frank Lloyd (1933)
- Il grande Barnum
- I due peccatori
- Ramona, regia di Henry King (1936)
- L'eterna illusione (You Can't Take It With You), regia di Frank Capra (1938)
- The Lady Objects
- Figlio figlio mio!
- Il mio avventuriero
- Thank Your Lucky Stars
- Torna a casa, Lassie! (Lassie Come Home), regia di Fred McLeod Wilcox (1943)
- Appassionatamente (Devotion), regia di Curtis Bernhardt (1946)
- La morte viene da Scotland Yard